# Длге-Страже
Длге-Страже (словац. Dlhé Stráže) — село и одноимённая община в районе Левоча Прешовского края Словакии. В письменных источниках начинает упоминаться с 1278 года.

## География
Село расположено в юго-западной части края, в долине ручья Бицир (бассейн реки Горнад), при автодороге 3261. Абсолютная высота — 602 метра над уровнем моря. Площадь муниципалитета составляет 3,37 км².

## Население
| Год:                | 1994 | 2004     | 2014     | 2024    |
| ------------------- | ---- | -------- | -------- | ------- |
| Количество человек: | 439  | 503      | 564      | 618     |
| Разница:            |      | +14,57 % | +12,12 % | +9,57 % |

По данным последней официальной переписи 2021 года, численность населения Длге-Страже составляла 597 человек.
Национальный состав населения (по данным переписи населения 2011 года):
| Национальность | Численность, человек |
| -------------- | -------------------- |
| словаки        | 521                  |
| цыгане         | 6                    |
| чехи           | 1                    |
| не указана     | 13                   |

По данным переписи 2021 года, в конфессиональном составе населения преобладали католики (84,6 %).